# Ascod Pizzaro
Ascod Pizzaro je gosenično oklepno pehotno bojno vozilo, produkt združenega avstrijsko-španskega podjetja ASCOD A.I.E.

## Različice
- Pehotno bojno vozilo
- Protioklepno vozilo
- Izvlečno in vzdrževalno vozilo
- Lahki tank LT 105
- Poveljniško-komunikacijsko vozilo
- Bojno inženirsko vozilo
- Nosilec minometa

## Uporabniki
- Španska kopenska vojska:

- 123 pehotnih bojnih vozil
- 23 poveljniško-komunikacijskih vozil
- naročenih 170 pehotnih bojnih vozil, 5 poveljniško-komunikacijskih vozil, 28 prednjih opazovalnih vozil, 8 izvlečnih vozil, 1 bojno inženirsko vozilo (dostava v letih 2005-2010)
- načrtovano skupno število: 900

- Avstrijska kopenska vojska:

- 112 pehotnih bojnih vozil (znani kot Ulan)